# The Briggs
The Briggs to punkrockowy zespół z Los Angeles. Został założony w 2001 roku przez braci Joeya i Jasona LaRocca oraz Chrisa „X” Arredondo. Występuje na scenach obok takich zespołów jak Dropkick Murphys, Bad Religion czy Flogging Molly.
Zespół wziął udział w trasie Vans Warped Tour w 2002, 2004, 2007 i 2008 roku. 
17 czerwca The Briggs wydali swój najnowszy, piąty album – Come All You Madman

## Skład
- Jason LaRocca - wokal & gitara (ur. 20 maja 1979)
- Joey LaRocca - wokal & gitara (ur. 10 czerwca 1981)
- Chris "X" Arredondo - perkusja (ur. 8 maja 1981)
- Ryan D. Roberts - gitara basowa (ur. 2 grudnia 1980)

## Dyskografia
- Is This What You Believe (2001, Northeast Records)
- Numbers (album)|Numbers (2003, Disaster Records)
- Leaving The Ways EP (2004, Side One Dummy Records)
- Back to Higher Ground (2006, Side One Dummy Records)
- The Westlake Sessions EP (2007, Side One Dummy Records)
- Come All You Madmen (2008, Side One Dummy Records)